# Pavel Boulanov

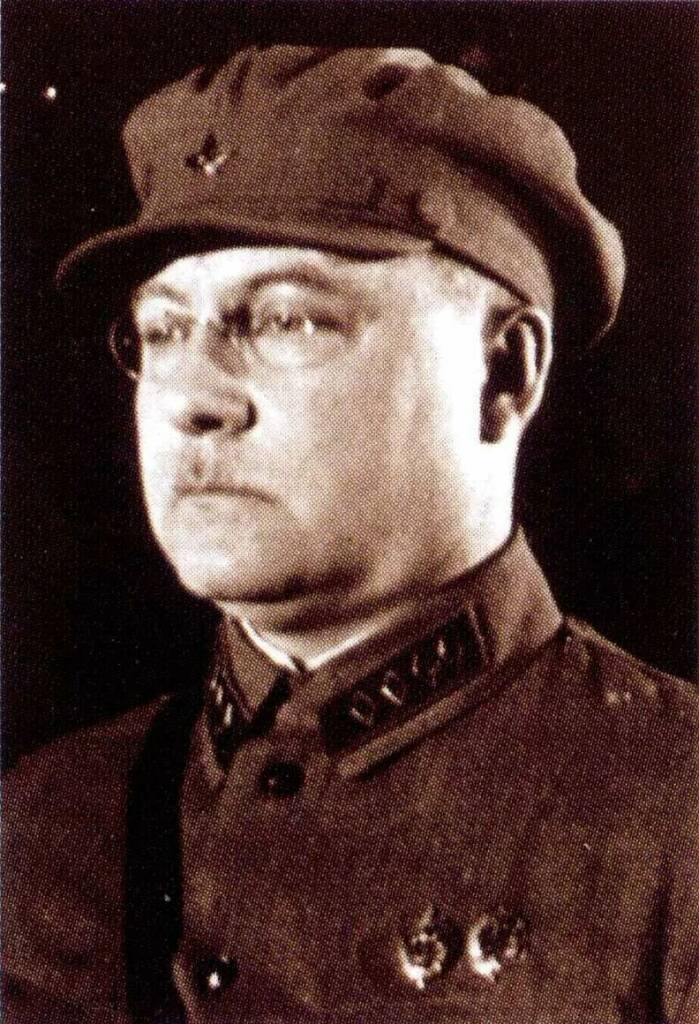

Pavel Petrovitch Boulanov (1895 - 15 mars 1938) est un officier du NKVD et l'un des accusés dans le Procès du bloc des droites et des trotskystes antisoviétiques.

## Biographie
Boulanov est né en 1895 dans le Gouvernement de Penza dans une famille Russe. Il était secrétaire de Guenrikh Iagoda, qui devint chef du NKVD en juillet 1934. En septembre 1936, Iagoda, qui a été démis de ses fonctions au NKVD, ordonna à Boulanov de vaporiser du poison sur les murs du bureau de son successeur, Nikolaï Iejov. Iejov avait impliqué Iagoda dans l'assassinat du 1er décembre 1934 de Sergueï Kirov. Le 29 mars 1937, Iagoda et Boulanov ont été arrêtés sur ordre de Iejov. Tous deux ont été jugés avec 19 autres personnes le 2 mars 1938. Le 13 mars 1938, tous les accusés ont été reconnus coupables. Boulanov, Iagoda et 16 autres personnes sur 22 au total ont été exécutés deux jours plus tard. Bien que Boulanov ait été réhabilité après la mort de Joseph Staline en 1956, Iagoda n'a jamais été réhabilité.